# 卡拉米塔灣

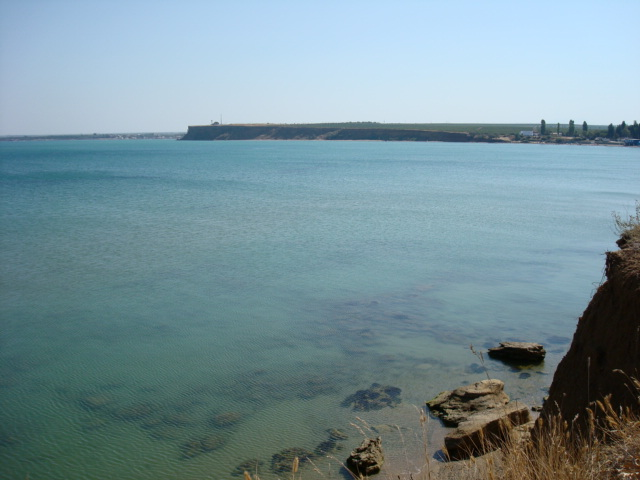

45°03′00″N 33°28′00″E / 45.05000°N 33.46667°E
卡拉米塔灣（烏克蘭語：Каламітська затока），是烏克蘭的海灣，位於克里米亞半島，屬於黑海的一部分，毗鄰葉夫帕托里亞，長13公里、寬41公里，平均水深28米，最大水深30米。